# Dendrobium arthrobulbum
Dendrobium arthrobulbum är en orkidéart som beskrevs av Friedrich Fritz Wilhelm Ludwig Kraenzlin. Dendrobium arthrobulbum ingår i släktet Dendrobium, och familjen orkidéer.
Artens utbredningsområde är Nya Kaledonien. Inga underarter finns listade i Catalogue of Life.